# Kragernes rige
Kragernes rige (eng: A Feast for Crows) er den fjerde bog i A Song of Ice and Fire, en serie af fantasyromaner af den amerikanske forfatter George R. R. Martin. Bogen blev udgivet første gang den 17. oktober 2005 i Storbritannien, og i USA den 8. november 2005.
I maj 2005 annoncerede Martin at den "blotte størrelse" på hans stadig ufærdige manuskript til Kragernes rige havde fået ham og hans forlag til at opdele fortællingen i to bøger. I stedet for at opdele teksten kronologisk i to halvdele valgte Martin i stedet at opdele historien alt efter hvor den foregik, hvilket resulterede i "to romaner der foregår samtidig" med forskellige karakterer. Kragernes rige blev udgivet nogle måneder senere, og fokuserer hovedsageligt på det sydlige Westeros. Den samtidige roman En dans med drager, som fokuserer på begivenheder i Norden, Muren og Essos blev annonceret, at den ville udkomme året efter, men den blev forsinket og blev ikke udgivet før seks år senere den 12. juni 2011. Martin kommenterede også, at A Song of Ice and Fire-serien sandsynligvis ville ende med at bestå af syv bøger.
Kragernes rige var den først roman i serien, som debuterede på The New York Times Best Seller list, hvilket tidligere var sket for Robert Jordan og Neil Gaiman. I 2006 blev den nomineret til Hugo Award, Locus Award og British Fantasy Society Award. Sammen med En dans med drager er bogen siden blev filmatiseret til femte sæson i HBO tv-serie Game of Thrones, selvom visse dele af bogen optræder i seriens fjerde og sjette sæson.
De fem kongers krig er så småt ved at blive afsluttet. Tronprædentanterne Robb Stark og Balon Greyjoy er blevet dræbt. Stannis Baratheon, der også forsøgte at få Jerntronen, kæmper med wildling-stammerne nord for Muren som invaderer Westeros, hvor Robbs halvbror Jon Snow er blevet udnævnt som den 998. Lord Commander over Night's Watch, der har ansvaret for at bevogte Muren. Den 8-årige konge Tommen Baratheon hersker nu i King's Landing under sin mor Cersei Lannisters formynderskab. Krigerkvinden Brienne of Tarth er blevet sendt til Cerseis bror (og elsker) Jaime Lannister på en mission for at finde Robbs søster Sansa Stark. Sansa skjuler sig i The Vale, hvor hun er beskyttet af sin mors barndomsven Petyr “Littlefinger” Baelish, der har myrdet sin hustru Lysa Arryn og udnævnt sig selv som Protektor af The Vale og værge for Lysas søn, den 8-årige Lord Robert Arryn.